# Протеогликан
Протеогликаните са основен структурен компонент на извънклетъчния матрикс. По своята структура представляват глюкозаминогликани свързани ковалентно с белтъци, като белтъчната част формира т.нар. сърцевина, от която „стърчат“ глюкозаминогликановите молекули.
В хрущялната тъкан протеогликаните са свързани с хиалуронова киселина и формират протеогликанови агрегати. Силно хидрофилни съединения, поради наличието на множество хидроксилни, карбоксилни и сулфатни групи.
Изменения в количеството на протеогликаните, при тях основното вещество на междуклетъчния матрикс изглежда набъбнало. Макроскопски тези тъкани се характеризират с хистохимийно доказуемо увеличение на протеогликаните (кисели мукоползахариди) в основното вещество на съединителната тъкан. Такива промени се наблюдават относително често в сухожинлията и сухожилните валгалища.